# Olanzapina

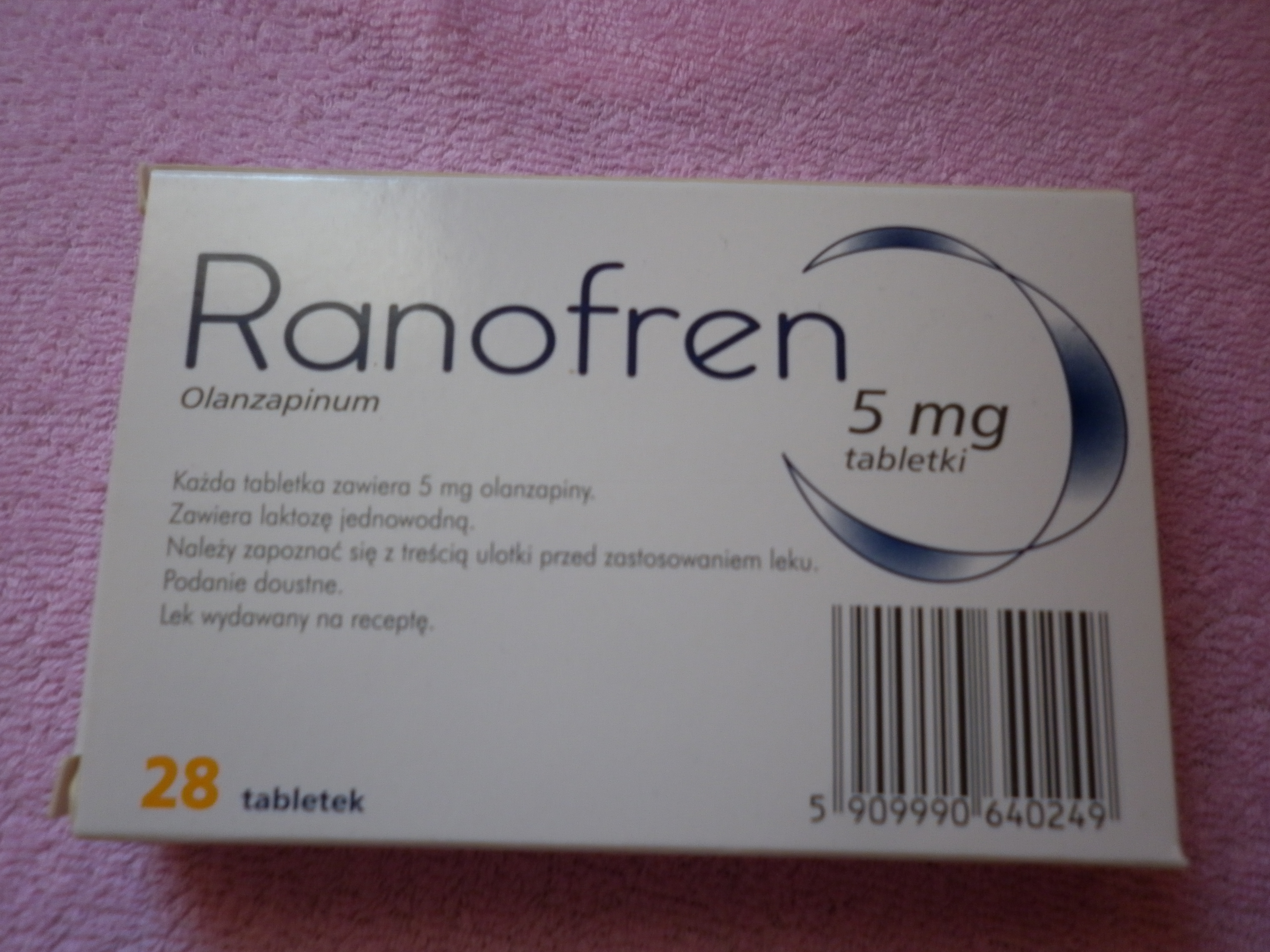
Opakowanie jednego z preparatów leku

Olanzapina – organiczny związek chemiczny z grupy tienobenzodiazepin, stosowany  w psychiatrii jako lek przeciwpsychotyczny. Została wynaleziona w 1982 roku, w Wielkiej Brytanii w laboratoriach badawczych firmy farmaceutycznej Eli Lilly and Company. W 2011 roku skończył się okres ochrony patentowej i lek uzyskał status leku generycznego. 

## Wskazania
Jest stosowana w leczeniu:
- schizofrenii – choroby objawiającej się tym, że pacjent słyszy, widzi lub odczuwa rzeczy nieistniejące w rzeczywistości, ma sprzeczne z rzeczywistością przekonania, jest nadmiernie podejrzliwy i wycofuje się z kontaktów z innymi. Pacjent może odczuwać depresję, lęk lub napięcie.
- średnio nasilonych i ciężkich epizodów manii – stanów chorobowych, których objawami są pobudzenie lub euforia. Wykazano, że olanzapina zapobiega nawrotom tych objawów u pacjentów z chorobą afektywną dwubiegunową, u których uzyskano dobrą odpowiedź na leczenie epizodu manii[2].

## Działanie przeciwwymiotne
W badaniach III fazy wykazała skuteczność równą aprepitantowi w zapobieganiu nudnościom i wymiotom po chemioterapii o dużym potencjale emetogennym oraz okazała się skuteczniejsza od metoklopramidu w leczeniu nudności i wymiotów pojawiających się mimo optymalnej profilaktyki.

## Farmakodynamika
Olanzapina jest lekiem przeciwpsychotycznym, przeciwmaniakalnym oraz stabilizującym nastrój, wykazującym działanie w stosunku do licznych układów receptorowych.
W badaniach przedklinicznych olanzapina wykazywała powinowactwo (Ki; <100 nM) do następujących licznych receptorów: serotoninowych 5HT2A/2C, 5HT3, 5HT6, dopaminowych D1, D2, D3, D4, D5, cholinergicznych receptorów muskarynowych M1-M5, α1 adrenergicznych i histaminowych receptorów H1. Badania behawioralne na zwierzętach wykazały antagonizm olanzapiny w stosunku do
receptorów 5HT, dopaminowych i cholinergicznych zgodny z profilem wiązania do receptorów. W badaniach in vitro olanzapina wykazywała większe powinowactwo do receptorów serotoninowych 5HT2 niż dopaminowych D2 oraz większą aktywność do receptorów 5HT2 niż D2 w modelu in vivo. Badania elektrofizjologiczne wykazały, że olanzapina wybiórczo zmniejsza pobudzającą czynność
neuronów dopaminergicznych układu mezolimbicznego (A10), mając jednocześnie niewielki wpływ na drogi w prążkowiu (A9) zaangażowane w czynności motoryczne. Olanzapina osłabiała warunkowy odruch unikania, będący testem aktywności przeciwpsychotycznej, w dawkach mniejszych niż wymagane do wywołania katalepsji, zjawiska wskazującego na występowanie związanych z aktywnością motoryczną działań niepożądanych. W odróżnieniu od innych leków przeciwpsychotycznych, olanzapina zwiększa odpowiedź w teście „anksjolitycznym”.
W przeprowadzonym u zdrowych ochotników badaniu metodą pozytonowej tomografii emisyjnej (PET), po doustnym podaniu pojedynczej dawki olanzapiny (10 mg) stwierdzono większe wysycenie receptorów 5HT2A niż receptorów dopaminergicznych D2. Ponadto, badanie obrazowe metodą tomografii emisyjnej pojedynczego fotonu (SPECT) przeprowadzone u osób chorych na schizofrenię wykazało mniejsze wysycenie zlokalizowanych w prążkowiu receptorów D2 u pacjentów odpowiadających na leczenie olanzapiną niż u pacjentów odpowiadających na leczenie rysperydonem oraz innymi lekami przeciwpsychotycznymi, natomiast porównywalne do tego, jakie zaobserwowano u pacjentów odpowiadających na leczenie klozapiną.

## Rejestracja w Polsce
Olanzapina jest zarejestrowana i refundowana w Polsce w leczeniu schizofrenii i zaburzeń afektywnych dwubiegunowych.

## Ciąża i laktacja
Stosowanie w ciąży wyłącznie, gdy spodziewana korzyść przewyższa potencjalne ryzyko dla płodu. Podczas leczenia olanzapiną przeciwwskazane jest karmienie piersią.

## Działania niepożądane
Najważniejsze działania niepożądane to szybki przyrost masy ciała, spowodowany podwyższonym łaknieniem, senność oraz wydłużenie czasu snu.

## Preparaty
Preparaty dostępne w Polsce (2023): Anzorin, Egolanza, Olanzapin, Olanzapina, Olanzapine, Olanzaran, Olanzin, Olpinat, Olzapin, Ranofren, Zolafren, Zolaxa, Zopridoxin.